# Matrimonio igualitario en Surinam
El matrimonio igualitario en Surinam no está reconocido así como tampoco las uniones civiles.

## Antecedentes
La Constitución de Surinam no prohíbe explícitamente el matrimonio entre personas del mismo sexo ni menciona la institución del matrimonio en su conjunto. El artículo 15 de la Constitución garantiza el derecho a fundar una familia: "La familia es reconocida y protegida". Sin embargo, el artículo 80 del Código Civil establece: "Por matrimonio, un hombre sólo puede casarse con una mujer, y una mujer sólo puede casarse con un hombre".
En un informe de 2014 presentado al Comité de Derechos Humanos de las Naciones Unidas, cuatro grupos de defensa LGBT escribieron:

Las leyes de familia en Surinam definen el matrimonio como la unión entre un hombre y una mujer. Las personas LGBTI no pueden casarse con personas del mismo sexo. Teniendo en cuenta que el matrimonio entre personas del mismo sexo es ilegal, a las parejas del mismo sexo no se les pueden conceder otros derechos que resultarían de dicha unión legal. Entre otras cosas, no pueden heredar propiedades o bienes de una pareja fallecida como pueden hacerlo las parejas casadas del sexo opuesto. Según la reciente Ley de Pensiones, las parejas casadas y no casadas del sexo opuesto tienen derecho a la pensión de su pareja fallecida. Aunque la Ley de Pensiones no excluye explícitamente a las parejas del mismo sexo de los mismos derechos que a las parejas del sexo opuesto, el Gobierno ha declarado públicamente en el Parlamento que la Ley de Pensiones no incluiría a las parejas del mismo sexo.

### Sentencia de la Corte Interamericana de Derechos Humanos de 2018
El 9 de enero de 2018, en la opinión consultiva OC 24/7, la Corte Interamericana de Derechos Humanos (CIDH) dictaminó que los países signatarios de la Convención Americana sobre Derechos Humanos deben permitir el matrimonio de parejas del mismo sexo. La sentencia establece que:

El Estado debe reconocer y garantizar todos los derechos derivados del vínculo familiar entre personas del mismo sexo de conformidad con lo dispuesto en los artículos 11.2 y 17.1 de la Convención Americana. (...) de conformidad con los artículos 1.1, 2, 11.2, 17 y 24 de la Convención Americana, es necesario garantizar el acceso a todas las figuras existentes en los ordenamientos jurídicos internos, incluido el derecho a contraer matrimonio. (...) Garantizar la protección de todos los derechos de las familias formadas por parejas del mismo sexo, sin discriminación respecto de las que están constituidas por parejas heterosexuales.

Surinam ratificó la Convención Americana sobre Derechos Humanos el 12 de noviembre de 1987 y también reconoció la competencia de la corte ese mismo día.

### Reacción y consecuencias
Los activistas LGBT respondieron al fallo judicial pidiendo al gobierno que legalice el matrimonio entre personas del mismo sexo, aunque dijeron que creían que "el país no está preparado para los derechos LGBT".
En febrero de 2023, el Tribunal Constitucional dictaminó que la prohibición del matrimonio entre personas del mismo sexo no viola la Constitución ni las obligaciones de Surinam en virtud de la Convención Americana sobre Derechos Humanos. Sin embargo, el tribunal también consideró que el Código Civil está obsoleto y necesita ser modernizado tras un debate público. Esta demanda fue presentada por parejas del mismo sexo que se casaron en Argentina en 2018 y solicitaron el reconocimiento de su matrimonio en Surinam. La Oficina Central de Asuntos Civiles se había negado a reconocer su licencia de matrimonio argentina. Tras la decisión, la pareja dijo que era "muy notable y extraño que el Tribunal Constitucional haya ignorado la sentencia de la Corte Americana de Derechos Humanos". De la misma manera, la activista local de derechos humanos Carla Bakboord dijo que "es incomprensible que el Tribunal Constitucional haya llegado a tal decisión. Cuando el Tribunal es muy claro acerca de la discriminación y la subordinación de la legislación de Surinam a la de los tratados internacionales, uno ciertamente espera que la revisión resulte ser diferente a esto, estoy muy sorprendida".

## Opinión pública
Una encuesta de opinión de 2010 realizada por la Universidad de Vanderbilt mostró que el 10,3% de la población de Surinam apoyaba el matrimonio entre personas del mismo sexo.